# John
John er et drengenavn, der stammer fra en engelsk form af Johannes. Navnet er også udbredt andre steder end i de engelsksprogede lande, blandt andet i Danmark.
Varianter omfatter det ligeledes meget udbredte Johnny samt de mindre udbredte Jonny, Johni, Johnni og Johny.

## Kendte personer med navnet
Primært danske suppleret med nogle af de mest kendte navne fra engelsk.
- Johnny Bredahl, dansk bokser.
- Johnny Cash, amerikansk countrymusiker.
- John Christensen, dansk maler.
- John Christmas Møller, dansk politiker.
- John Cleese, engelsk forfatter, komiker og skuespiller.
- John Denver, amerikansk countrymusiker
- John Ford, amerikansk filminstruktør.
- John Hahn-Petersen, dansk skuespiller.
- John Hansen, dansk eks. fodboldspiller.
- John "Faxe" Jensen, dansk eks. fodboldspiller.
- John F. Kennedy, amerikansk præsident.
- John Lennon, engelsk musiker og komponist.
- Johnny Logan, irsk musiker.
- Johnny Madsen, dansk musiker og kunstmaler.
- John Mogensen, dansk musiker og komponist.
- John Nielsen, dansk racerkører.
- John O'Shea, irsk fodboldspiller.
- John Olsen, dansk filmproducent.
- John Price, dansk skuespiller og instruktør.
- Johnny Reimar, dansk musiker og impresario.
- John Sivebæk, dansk fodboldspiller.
- John Steinbeck, amerikansk forfatter.
- John Terry, engelsk fodboldspiller.
- John Travolta, amerikansk skuespiller.
- John Wayne, amerikansk skuespiller.
- Elton John, engelsk musiker.

## Navnet anvendt i fiktion
- "Lille-John" er en af Robin Hoods nære medarbejdere i en række fiktive beretninger.
- John og Irene er en dansk film fra 1949.
- Johnny B. Goode er en sang af Chuck Berry, der er en rockklassiker.
- John Dillermand, dansk tegnefilmsfigur fra stopmotion-tv-serien af samme navn.

## Andre anvendelser
- John Bull er betegnelsen for den typiske englænder.
- John Doe er betegnelsen for en uidentificeret mandlig person i USA.
- En longjohn er en budcykel.
- Johnny Deluxe er navnet på en dansk rockgruppe.